# Colin Maclaurin

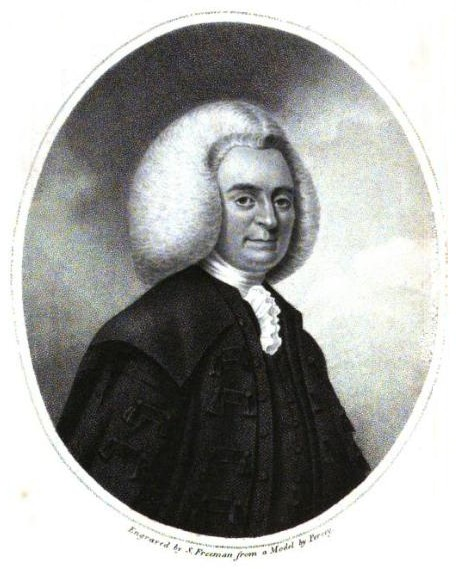
Colin Maclaurin

Colin Maclaurin, scris uneori și MacLaurin, (n. februarie 1698 - d. 14 iunie 1746) a fost un matematician scoțian.
Este cunoscut pentru formula, utilizată în calculul integral, pe care a descoperit-o în 1735, independent de Leonhard Euler, și care poartă numele celor doi: formula Euler-Maclaurin, dar și pentru o inegalitate, numită ulterior inegalitatea lui Maclaurin, și care este o generalizare a inegalității mediilor.
1. 1 2 3  Complete Dictionary of Scientific Biography[*] Verificați valoarea |titlelink= (ajutor)
2. 1 2 3 4 5 6 7 8 9 10  MacTutor History of Mathematics archive
3. 1 2  Autoritatea BnF, accesat în 10 octombrie 2015
4. 1 2  Encyclopædia Britannica
5. ↑  MacTutor History of Mathematics archive, accesat în 22 august 2017
6. ↑  Colin Maclaurin, Brockhaus Enzyklopädie, accesat în 9 octombrie 2017
7. ↑  Colin Maclaurin, SNAC, accesat în 9 octombrie 2017
8. ↑  Autoritatea BnF, accesat în 10 octombrie 2015
9. ↑  Genealogia matematicienilor